# Edmonton–Calder
Circonscription électorale provinciale du Canada
Edmonton-Calder est une circonscription électorale provinciale de l'Alberta (Canada), située dans le nord-est d'Edmonton. 
| Années                                               | Années      | Député             | Parti politique           |
| ---------------------------------------------------- | ----------- | ------------------ | ------------------------- |
|                                                      | 1971 - 1975 | Tom Chambers       | Progressiste-conservateur |
|                                                      | 1975 - 1979 | Tom Chambers       | Progressiste-conservateur |
|                                                      | 1979 - 1982 | Tom Chambers       | Progressiste-conservateur |
|                                                      | 1982 - 1986 | Tom Chambers       | Progressiste-conservateur |
|                                                      | 1986 - 1989 | Christie Mjolsness | Néo-démocrate             |
|                                                      | 1989 - 1993 | Christie Mjolsness | Néo-démocrate             |
| Voir Edmonton-Mayfield et Edmonton-Roper 1993 - 1997 |             |                    |                           |
|                                                      | 1997 - 2001 | Lance White        | Libéral                   |
|                                                      | 2001 - 2004 | Brent Rathgeber    | Progressiste-conservateur |
|                                                      | 2004 - 2008 | David Eggen        | Néo-démocrate             |
|                                                      | 2008 - 2012 | Doug Elniski       | Progressiste-conservateur |
|                                                      | 2012 - 2015 | David Eggen        | Néo-démocrate             |
|                                                      | 2015 - 2019 | David Eggen        | Néo-démocrate             |

## Résultats Électoraux
| Parti | Parti                     | Candidat       | Voix   | %        | ± %      |
| ----- | ------------------------- | -------------- | ------ | -------- | -------- |
|       | Néo-démocrate             | David Eggen    | 12 835 | 70,62 %  | +32,21 % |
|       | Progressiste-Conservateur | Tom Bradley    | 3 220  | 17,72 %  | -17,03 % |
|       | Wildrose                  | Andrew Altimas | 1 570  | 8,64 %   | -10,05 % |
|       | Libéral                   | Amit Batra     | 550    | 3,03 %   | -3,47 %  |
| Total | Total                     | Total          | 18 175 | 100,00 % |          |